# Балдрс драумар
„Балдрс драумар“ или „Сънищата на Балдур“ е едическа поема, съхранена в ръкописа AM 748 I 4to. Съдържа информация относно мита за смъртта на Балдур по начин, съвместим с Гюлфагининг.Това е една от най-кратките едически поеми, съдържайки единствено 14 стиха.

## Сюжет
В поемата Балдур има кошмари. Один язди до Хелхайм, за да разследва. Той намира гроба на вьолва и я съживява. Следва разговорът им, където вьолвата казва на Один съдбата на Балдур. Накрая Один ѝ задава въпрос, който разкрива идентичността му и вьолвата му казва да се върне обратно у дома.